# Васильев, Семён Ефимович
Семён Ефи́мович Васи́льев (16 февраля 1914 — 8 сентября 1972) — связист 538-го армейского минометного полка (70-я стрелковая дивизия, 49-я армия, Западный фронт), рядовой, полный кавалер ордена Славы.

## Биография
Родился в 1914 году в селе Пронино (ныне Айыртаусский район Северо-Казахстанской области Казахстана). Чуваш.
Окончил начальную школу. Работал на шахте в городе Прокопьевск Кемеровской области.
В Красной Армии с 1941 года. На фронте с августа 1941-го.
21 марта 1944 года связист 538-го армейского миномётного полка (70-я стрелковая дивизия, 49-я армия, Западный фронт) рядовой Васильев в районе населённых пунктов Языково, Косачи (Белоруссия) под огнём противника устранил многочисленные повреждения на линии связи, вынес с поля боя тяжело раненного офицера. За проявленные мужество и героизм 27 мая 1944 года Семён Ефимович Васильев был награждён орденом Славы 3 степени.
5 августа 1944 года в бою за населённый пункт Зеленки (Литва) рядовой Васильев, телефонист 538-го армейского миномётного полка (70-я стрелковая дивизия, 33-я армия, 2-й Белорусский фронт), устранил 16 повреждений на линии связи. Несмотря на ранение, вынес из-под огня тяжело раненного бойца, продолжал обеспечивать связью командование до окончания боя. 31 августа 1944 года Семён Васильев награждён орденом Славы 2 степени.
Рядовой Васильев 3-4 марта 1945 года в боях на реке Одер в районе населённого пункта Фогельзанг (юго-восточнее города Франкфурт, Германия) под огнём врага ликвидировал обрывы линии связи. При отражении контратаки уничтожил 12 солдат противника, 2 взял в плен. Вынес из-под огня тяжело раненного солдата. Этот подвиг героя также был оценён по заслугам, и 31 мая 1945 года Семён Ефимович Васильев был награждён орденом Славы 1 степени.
В 1945 году демобилизовался.
В 1945—1964 гг. работал электромонтёром в совхозе «Белгородский» Бакашинского районаАкмолинской области Казахской ССР. В 1964 году переехал в город Ставрополь, где провёл последние годы жизни.
Скончался Семён Ефимович Васильев 8 сентября 1972 года.

## Награды
- Орден Славы 3 степени (27.5.1944)
- Орден Славы 2 степени (31.8.1944)
- Орден Славы 1 степени (31.5.1945)
- Медали